# Juristprogrammet
Juristprogrammet är i Sverige ett utbildningsprogram vid universitet som leder till juristexamen. Motsvarande utbildningsprogram finns i de flesta länder.

## Upplägg
Juristprogrammet omfattar 4,5 år, uppdelade i nio terminer. Varje år är indelat i två terminer, och skiftar dels varje sommar och dels en bit in i januari. Varje termin motsvarar 30 högskolepoäng, vilket ger totalt 270 högskolepoäng.
På juristprogrammet används betygsskalan UM, som består av betygsstegen U, B, BA och AB.

## Antagning
Antagningen till juristprogrammet sker två gånger per år, under höst- och vårterminen. För att få behörighet till juristprogrammet krävs grundläggande högskolebehörighet samt Samhällskunskap 1b/1a1+1a2 och Historia 1b/1a1+1a2, eller Samhällskunskap A och Historia A.
Söktrycket har under lång tid varit mycket högt, vilket har medfört höga krav på gymnasiebetyg och/eller högskoleprovspoäng. Juristprogrammet vid Stockholms universitet har i flera år varit Sveriges mest sökta utbildning. Samtliga av de fyra mest sökta utbildningarna höstterminerna 2012, 2013, 2014, 2015, 2016, 2017 och 2018 var juristprogram.

### Sveriges mest sökta utbildningar höstterminen 2018
1. Juristprogrammet, Stockholms universitet (7109 sökande)

2. Juristprogrammet, Uppsala universitet (6371 sökande)

3. Juristprogrammet, Lunds universitet (6033 sökande)

4. Juristprogrammet, Göteborgs universitet (5672 sökande)

### Placering efter antal sökande, övriga juristprogram
10. Juristprogrammet, Örebro universitet (4857 sökande)

24. Juristprogrammet, Karlstads universitet (3680 sökande)

25. Juristprogrammet, Umeå universitet (3626 sökande)

## Lärosäten
I Sverige finns det sju universitet som erbjuder juristprogrammet:
- Göteborgs universitet
- Karlstads universitet
- Lunds universitet
- Stockholms universitet
- Umeå universitet
- Uppsala universitet
- Örebro universitet

Därtill finns det svenskspråkiga juristutbildningar vid Helsingfors Universitet och Åbo Akademi, upp till och med Juris Magister. 

### Rankning

#### QS World University Ranking
2021 återfinns tre av Sveriges juristutbildningar:
- Stockholms universitet, plats 101-150
- Lunds universitet, plats 101-150
- Uppsala universitet, plats 151-200

#### Times Higher Educationsrankning
2022 återfinns sex av Sveriges juristutbildningar:
- Lunds universitet, plats 116
- Uppsala universitet, plats 131
- Stockholms universitet, plats 176
- Göteborgs universitet, plats 203
- Umeå universitet, plats 351-400
- Örebro universitet, plats 401-500